# Чемпионат Украины по фигурному катанию на коньках 2011/2012
Чемпионат Украины по фигурному катанию на коньках 2011/2012 (укр. Чемпіонат України по фігурному катанню на ковзанах 2011/2012) — украинский национальный чемпионат по фигурному катанию сезона 2011—2012.
Соревнования прошли в категориях: мужское и женское одиночное катание, парное катание и танцы на льду.
Турнир был проведён Киеве с 21 по 22 декабря 2011 года.

## Расписание
- 21 декабря 2011
  - 14:00—15:15 — Женщины, Короткая программа
  - 15:30—15:45 — Пары, Короткая программа
  - 15:45—16:45 — Мужчины, Короткая программа
  - 17:00—17:30 — Танцы, Короткая программа
- 22 декабря 2011
  - 12:00—12:30 — Танцы, Произвольная программа
  - 12:30—13:45 — Мужчины, Произвольная программа
  - 14:00—14:15 — Пары, Произвольная программа
  - 14:15—15:45 — Женщины, Произвольная программа
  - 16:00 — Церемония награждения

## Результаты

### Мужчины
| Место | Имя                | Город          | Сумма баллов | SP | SP    | FP | FP     |
| ----- | ------------------ | -------------- | ------------ | -- | ----- | -- | ------ |
| 1     | Станислав Перцов   | Киев           | 168.67       | 1  | 59.53 | 2  | 109.14 |
| 2     | Дмитрий Игнатенко  | Днепропетровск | 168.03       | 4  | 53.79 | 1  | 114.24 |
| 3     | Яков Годорожа      | Одесса         | 163.99       | 3  | 57.14 | 3  | 107.85 |
| 4     | Игорь Резниченко   | Киев           | 162.54       | 2  | 57.15 | 4  | 105.39 |
| 5     | Никита Краев       | Днепропетровск | 130.24       | 5  | 46.71 | 5  | 83.53  |
| 6     | Евгений Овчинников | Одесса         | 117.72       | 7  | 39.22 | 6  | 78.50  |
| 7     | Владислав Лагода   | Одесса         | 108.31       | 6  | 44.48 | 7  | 63.83  |
| WD    | Владислав Пихович  | Днепропетровск |              |    |       |    |        |

- WD = снялся с соревнований

### Женщины
| Место | Имя                 | Город          | Сумма баллов | SP | SP    | FP | FP     |
| ----- | ------------------- | -------------- | ------------ | -- | ----- | -- | ------ |
| 1     | Наталья Попова      | Киев           | 164.71       | 1  | 55.18 | 1  | 109.53 |
| 2     | Алина Милевская     | Киев           | 145.68       | 4  | 42.16 | 2  | 103.52 |
| 3     | Анастасия Кононенко | Киев           | 128.25       | 3  | 44.62 | 3  | 83.63  |
| 4     | Ирина Мовчан        | Киев           | 120.27       | 2  | 46.78 | 5  | 73.49  |
| 5     | Анна Хныченкова     | Днепропетровск | 112.46       | 6  | 38.76 | 4  | 73.70  |
| 6     | Анна Парцхаладзе    | Одесса         | 100.65       | 7  | 34.44 | 6  | 66.21  |
| 7     | Алина Белецкая      | Харьков        | 100.12       | 5  | 40.40 | 9  | 59.72  |
| 8     | Валерия Морозенко   | Одесса         | 98.23        | 8  | 34.42 | 7  | 63.81  |
| 9     | Анастасия Яловая    | Днепропетровск | 93.97        | 9  | 33.86 | 8  | 60.11  |
| 10    | Олеся Осташевская   | Одесса         | 73.89        | 10 | 24.02 | 10 | 49.87  |
| WD    | Екатерина Дробушко  | Харьков        |              |    |       |    |        |

- WD = снялась с соревнований

### Пары
| Место | Имена                                 | Город   | Сумма баллов | SP | SP    | FP | FP    |
| ----- | ------------------------------------- | ------- | ------------ | -- | ----- | -- | ----- |
| 1     | Юлия Лаврентьева / Юрий Рудык         | Киев    | 133.34       | 1  | 43.06 | 1  | 90.28 |
| 2     | Елизавета Усманцева / Владислав Лысой | Харьков | 92.66        | 2  | 36.94 | 2  | 55.72 |

### Танцы
| Место | Имена                              | Город   | Сумма баллов | SD | SD    | FD | FD    |
| ----- | ---------------------------------- | ------- | ------------ | -- | ----- | -- | ----- |
| 1     | Шивон Хикин-Кенеди / Дмитрий Дунь  | Киев    | 132.32       | 1  | 49.73 | 1  | 82.59 |
| 2     | Надежда Фроленкова / Михаил Касало | Харьков | 124.86       | 2  | 48.78 | 2  | 76.08 |
| 3     | Ирина Бабченко / Виталий Никифоров | Харьков | 116.90       | 3  | 45.05 | 3  | 71.85 |
| WD    | Анастасия Галета / Алексей Шумский | Киев    |              |    |       |    |       |

- WD = снялись с соревнований